# Burrington (Somerset)
Burrington is een civil parish in het bestuurlijke gebied North Somerset, in het Engelse graafschap Somerset met 464 inwoners.

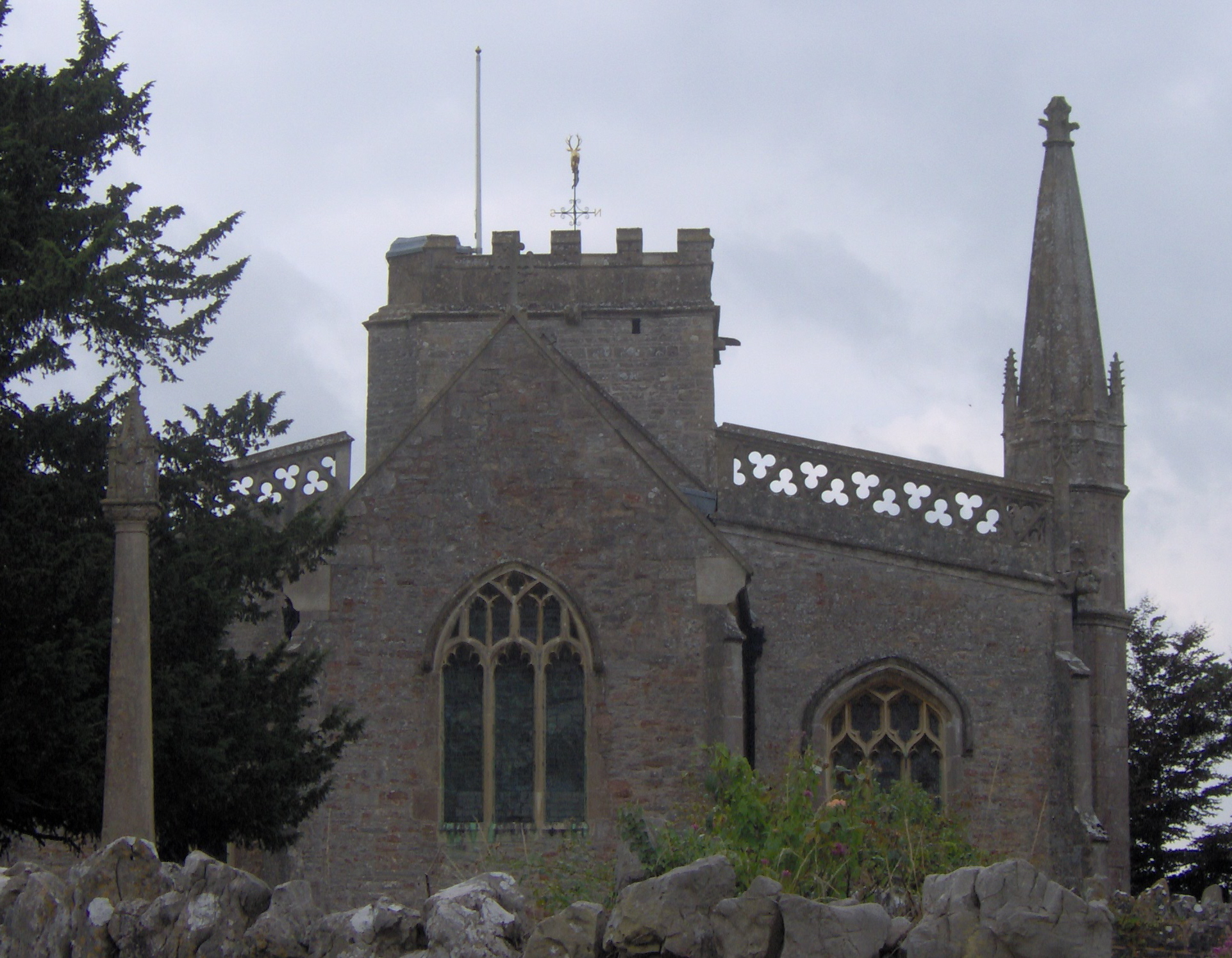
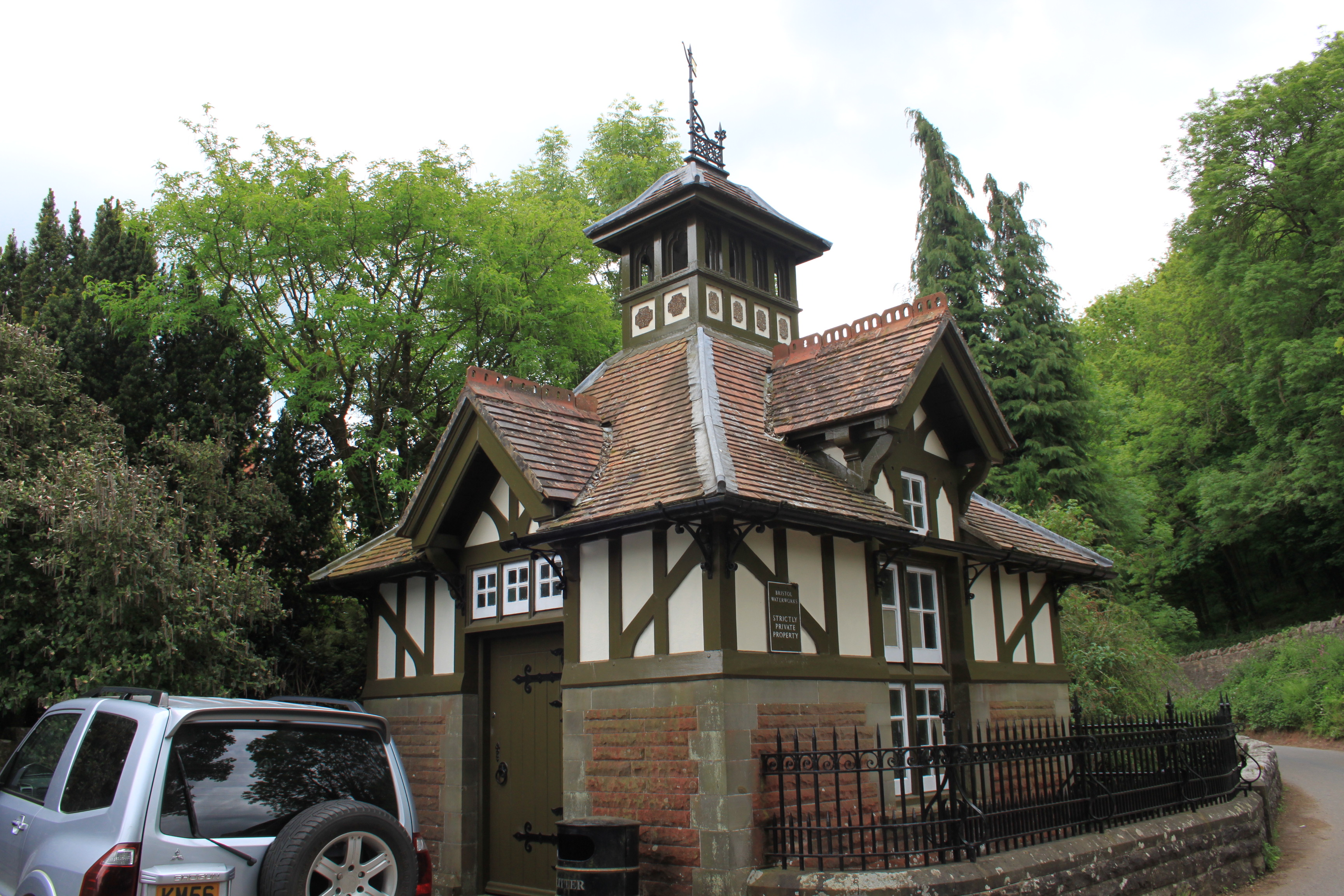